# Komáromi Zoltán (orvos)
Komáromi Zoltán (Szentes, 1955. – ) magyar orvos, politikus, 2022-től a Demokratikus Koalíció országgyűlési képviselője.

## Élete
Édesanyja óvónő volt, édesapja pedig matematika-fizika tanár.
Szülővárosában járt általános iskolába és ott érettségizett a Horváth Mihály Gimnázium kémia-fizika tagozatán, majd a Szegedi Orvostudományi Egyetem Általános Orvosi Karán szerzett orvosi diplomát 1980-ban. Végzés után mentőorvosként kezdett dolgozni Szolnokon, majd Szegeden. 1983-ban főállású ügyeletes orvos lett Szegeden. Körzeti orvosnak 1987-ben nevezték ki. 1989-ben letette az általános orvostani szakvizsgát.
2013-ban kezdett politizálni. 2018-ig az Együtt tagjaként politizált. 2019-ben lett a Demokratikus Koalíció tagja. 2022-től a Demokratikus Koalíció országgyűlési képviselője.
1982-ben nősült, felesége pszichiáter. 1997-ben költözött Budapestre. Két lányuk és két unokájuk van.